# Humanistische geestelijke verzorging
Humanistische geestelijke verzorging is de professionele geestelijke begeleiding van mensen vanuit de humanistische levensbeschouwing. Dit is een van de diensten van het Nederlandse Humanistisch Verbond. Een humanistisch geestelijk verzorger kan ook als zelfstandige werken en heeft dan niet altijd een zending vanuit het Humanistisch Verbond.
Er zijn humanistisch geestelijk verzorgers in de zorg (ziekenhuizen, verzorgingshuizen, bejaardenzorg, etc.), bij justitie (huizen van bewaring, gevangenissen), bij defensie en als vrijgevestigd geestelijk verzorger werkzaam. Humanistische geestelijke verzorging wordt door een aantal geestelijk verzorgers ook online aangeboden. 
De Universiteit voor Humanistiek heeft een afstudeerrichting Geestelijke Begeleiding. De studie bestaat uit een driejarige bachelor- en een driejarige masteropleiding. Het vakkenpakket is multidisciplinair: psychologie, filosofie, religie- en cultuurwetenschappen, sociologie en ethiek komen o.a. in het curriculum aan de orde. Ook krijgt de student een brede opleiding op het gebied van de humanistische traditie. Zingeving en humanisering zijn de centrale pijlers van de opleiding.
Het humanisme stelt de mens centraal. Uitgangspunten zijn gelijkwaardigheid, dialoog, authenticiteit, eigen verantwoordelijkheid, menselijke waardigheid en het leven zoals zich dat aan ons voordoet.